# Vlastimil Tlustý
Vlastimil Tlustý, né le 19 septembre 1955 à Slaný, est un économiste et homme politique tchèque, anciennement membre du parti démocratique civique (ODS).